# Берёзовский сельсовет (Умётский район)
Берёзовский сельсовет — муниципальное образование со статусом сельского поселения в составе Умётского района Тамбовской области России.
Административный центр — село Берёзовка.

## География
Расположено на юго-востоке района.

## История
В соответствии с Законом Тамбовской области от 17 сентября 2004 года № 232-З установлены границы муниципального образования и статус сельсовета как сельского поселения.

## Население
| 2010 | 2012 | 2013 | 2014 | 2015 | 2016 | 2017 |
| ---- | ---- | ---- | ---- | ---- | ---- | ---- |
| 859  | ↘854 | ↘833 | ↘814 | ↘780 | ↘756 | ↘729 |
| 2018 | 2019 | 2020 | 2021 |      |      |      |
| ↘710 | ↘693 | ↘673 | ↘541 |      |      |      |

## Состав сельского поселения
| № | Населённый пункт | Тип населённого пункта       | Население |
| - | ---------------- | ---------------------------- | --------- |
| 1 | Берёзовка        | село, административный центр | ↘291      |
| 2 | Красное Солнце   | посёлок                      | ↘25       |
| 3 | Натальевка       | деревня                      | ↗204      |
| 4 | Посёлок № 12     | посёлок                      | ↗30       |
| 5 | Посёлок № 14     | посёлок                      | ↘169      |
| 6 | Посёлок № 15     | посёлок                      | ↗26       |
| 7 | Посёлок № 16     | посёлок                      | ↘23       |
| 8 | Царёвка          | село                         | ↘38       |